# Samar Samir Mezghanni
Samar Samir Mezghanni (tiếng Ả Rập Tunisia: سمر سمير المزغني; sinh ngày 27 tháng 8 năm 1988) là một tác giả của trẻ em Tunisia.

## Cuộc sống ban đầu
Mezghanni sinh năm 1988 với luật sư người Tunisia Samir Mezghanni và có mẹ là người Iraq tên Sahar. Cô có hai anh em, Samer và Sirar và một chị gái Siwar.

## Giáo dục
Bà có bằng cử nhân tâm lý học từ Đại học Tunis El Manar và bằng thạc sĩ tại Đại học Birmingham và hiện đang làm tiến sĩ về Nghiên cứu Trung Đông tại Đại học Cambridge.

## Sự nghiệp

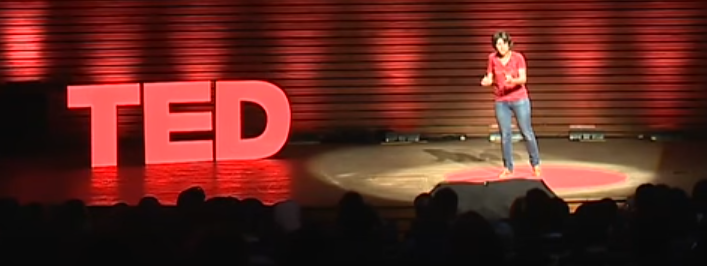
Samar Samir Mezghanni trình bày "Những gương mặt của cuộc cách mạng" tại TEDTalentSearch ở Tunis năm 2012

Mezghanni đã viết hơn một trăm câu chuyện trẻ em và cô là thành viên của nhiều tổ chức Ả Rập và quốc tế. Câu chuyện con đầu tiên của cô được xuất bản vào tháng 9 năm 1997. Cô tuyên bố kỷ lục là nhà văn xuất bản trẻ nhất và sung mãn nhất. Mezghanni đã xuất hiện trên các phương tiện truyền thông Anh lên tiếng chống lại chủ nghĩa cực đoan ở Trung Đông.

## Giải thưởng & danh dự
- Một trong 100 liên kết phụ nữ Ả Rập quyền lực nhất 2013
- "Nhà văn trẻ nhất thế giới" năm 2000 của Sách kỷ lục Guinness thế giới.
- "Nhà văn trẻ nhất sinh sôi nổi nhất thế giới" năm 2002 bởi Sách kỷ lục Guinness thế giới.
- Xuất hiện trong danh sách doanh nghiệp Ả Rập 30 Dưới 30 năm 2009.[5]
- Giải thưởng Sách thiếu nhi, năm 2000 do Tổng thống Tunisia Zine El Abidine Ben Ali trao tặng trong Ngày Văn hóa Quốc gia.[1]
- Cổ áo sáng tạo của Nhà truyện Iraq năm 2002.[1]
- Thành viên danh dự của Hội Nhà văn Tunisia

## Ấn phẩm được chọn

### Văn học thiếu nhi
- Mohakamatou Dhi'ib (Thử thách một con sói)
- Holm Fi Hadeekat Al-Hayawanet (Một giấc mơ trong sở thú)